# France Vinton Scholes
France Vinton Scholes (1897-1979) fue un académico e historiador estadounidense que destacó por sus investigaciones sobre la historia de la Nueva España, particularmente de Yucatán y del suroeste español de los Estados Unidos.
Gran parte de sus investigaciones las realizó en el Archivo de Indias en Sevilla, España, a donde fue enviado en 1935 por el Instituto Carnegie de Washington D. C., en el marco de un estudio mayor sobre Yucatán que fue encabezado por Alfred Kidder. En 1940, el estudio sobre Yucatán perdió el apoyo financiero del Instituto Carnegie y todo el material que se había reunido pasó a la sección de manuscritos de la Biblioteca del Congreso de los Estados Unidos en la misma ciudad de Washington.
Trabajó durante más de 60 años en el medio académico y sobre todo en el campo de la investigación histórica. Estudió en la Universidad de Harvard. Dio clase en el Radcliffe College; en el Instituto Tecnológico de Massachusetts y en el Colorado College. Después de trabajar para el Instituto Carnegie, fue profesor en la Universidad de Nuevo México. Publicó más de 50 contribuciones a la historia de Nuevo México en el siglo XVII; de la región maya mesoamericana durante la colonia española y del centro de México, durante la misma época.
Murió en Albuquerque, Nuevo México, el 11 de febrero de 1979.

## Obra
Entre otros libros, publicó:
- Documents relating to Mirones expedition to the interior of Yucatán de 1621 a 1624 (1936)
- The begining of the hispano indian society in Yucatán (1937)
- Fray Diego de Landa and the problem of idolatry in Yucatán (1938)
- Don Diego Quijada, alcalde mayor de Yucatán (1938)
- Documentos para la historia de Yucatán, en tres tomos (1936 a 1938)
- Los chontales de Acalán Tixchel, en coautoría con Ralph L. Roys, Eleanor Adams y Robert S. Chamberlin. Traducida por Mario H. Ruz Sosa (1996 traducción)

De 1955 a 1961 publicó varios documentos sobre la historia de la Nueva España. Antes de morir escribió acerca de la vida de Hernán Cortés dejando inconcluso el libro y cediendo el manuscrito a la Universidad de Tulane.